# Latvian Music Producers Association
Die Latvian Music Producers Association; kurz LaMPA (auch: Latvijas Izpildītāju un producentu apvienības, kurz: LaIPA) ist eine Vereinigung der in Lettland vorherrschenden Tonträgerunternehmen zur Präsentation der dortigen Musikindustrie und Bekämpfung der Musikpiraterie. Die Organisation ist Mitglied der International Federation of the Phonographic Industry und vergibt Musikauszeichnungen.

## Verleihungsgrenzen der Tonträgerauszeichnungen
| Gold      | 8.000  | 5.000  | 2.000 |
| Platin    | 15.000 | 9.000  | 4.000 |
| 2× Platin | 30.000 | 18.000 | 8.000 |
| …         |        |        |       |

| Gold      | 4.000  | 5.000  | 2.000 |
| Platin    | 8.000  | 9.000  | 4.000 |
| 2× Platin | 16.000 | 18.000 | 8.000 |
| …         |        |        |       |

| Auszeichnung | seit 2024 |
| ------------ | --------- |
| Gold         | 20.000    |
| Platin       | 40.000    |
| 2× Platin    | 80.000    |
| …            |           |